# San Pedro Nonualco
San Pedro Nonualco è un comune del dipartimento di La Paz, in El Salvador.
Principale attività economica è la coltura di arance, limoni e canna da zucchero.